# Саманта Кристофорети
Саманта Кристофорети е италианска астронавтка, пилот и инженер. Тя държи рекорда за жени за най-дълъг престой в космоса при полет (199 дни и 16 часа) и за най-дълъг непрекъснат космически полет от европейски астронавт. Тя е първата италианка в космоса, първата жена астронавт на Международната космическа станция, както и първият човек направил и изпил еспресо в космоса.

## Биография

### Образование
Кристофорети е родена в Милано, Италия, на 26 април 1977 година. Следва в Болцано и Тренто. През 2001 завършва магистратура по машиностроене в Техническия университет Мюнхен. Учи четири месеца в École nationale supérieure de l'aéronautique et de l'espace в Тулуза, Франция и 10 месеца в Руски университет по химия и технология Менделеев в Москва. През 2005 година става бакалавър по аеронавтика в Неаполитански университет Федерико Втори.

### Военен пилот
Кристофорети влиза във военновъздушните сили на Италия през 2001 година и следва във Военновъздушната академия, която завършва през 2005 година. Обучена е за военен пилот и служи в армията до 2009 година, като достига чин капитан. През 2009 година е избрана за астронавт на Европейската космическа агенция.

### Космически полети
- На 23 ноември 2014 година Саманта Кристофорети излита с кораба Съюз ТМА-15 за МКС и става член на МКС-експедиция 42 и МКС-експедиция 43. Приземява се на 11 юли 2015 година след повече от 199 дена престой в космоса.
- Мисия „Минерва“ – на 27 април 2022 в 7:52 стартира кораб Драгън 2 с Crew-4 от Kенеди срейс център във Флорида в САЩ. След 16 часа се извършва скачване с МКС. Връщането от МКС се извършва на 14 октомври 2022 г. след 170 дни 13 часа и 3 минути. По време на престоя си на МКС прекарва 7 часа и 5 минути в открития космос.
- На 28 септември 2022 г. Кристофорети става първата европейка – командир на МКС.[7]

### Личен живот
Нейните хобита са планинско колоездене, гмуркане, йога, китайски език, изследване на пещерите и четене. Тя говори италиански, английски, немски, френски и руски. Като много астронавти тя е и радиолюбител.
През ноември 2016 г. Саманта Кристофорети ражда дъщеря, а през 2021 г. син.